# Квантовый эффект Зенона

Визуализация квантового эффекта Зенона

Ква́нтовый эффе́кт Зено́на (квантовый парадокс Зенона) — метрологический парадокс квантовой механики, заключающийся в том, что время распада метастабильного квантового состояния некоторой системы с дискретным энергетическим спектром прямо зависит от частоты событий измерения её состояния. В предельном случае частица в условиях частого наблюдения за нею никогда не перейдёт в другое состояние.
Предсказан в 1954 году Аланом Тьюрингом, и позже, в 1957 году, советским физиком Леонидом Халфиным.
В 1977 году американские физики Байдьянат Мизра и Джордж Сударшан описали эффект, назвав его именем Зенона Элейского; название восходит к апории Зенона о полёте стрелы.

## Экспериментальное подтверждение
Замедление изменений квантовой системы при более частых измерениях было неоднократно зафиксировано экспериментально.
Квантовый эффект Зенона для вероятности переходов между атомными уровнями (сверхтонкое расщепление основного состояния пяти тысяч ионов 9Be+, накопленных в ловушке Пеннинга и охлаждённых до 250 мК) был экспериментально обнаружен в конце 1989 года Дэвидом Уайнлендом и его группой в Национальном институте стандартов и технологий (Боулдер, США). Приложение радиочастотного резонансного поля переводило атомы в верхнее состояние двухуровневой системы; однако когда одновременно с этим измерялось состояние атомов с помощью УФ-излучения, переход в возбуждённое состояние подавлялся в хорошем соответствии с теоретическим предсказанием. 6 апреля 2020 года в журнале Physical Review B была опубликована статья о создании системы из двух квантовых точек с одноэлектронными переходами для оценки термодинамических характеристик демона Максвелла с учётом информации и возвратного действия измерений, в которой прямо указано:
«По мере дальнейшего увеличения силы измерения эффект Зенона запрещает туннелирование между точками. Эффект Зенона также наблюдается для слабых измерений, где ошибки измерения приводят к флуктуациям в энергиях на месте, дефазируя систему».